# 1814 aux États-Unis
Pour des articles plus généraux, voir Chronologie des États-Unis et 1814.
Chronologie des États-Unis
- 1810
- 1811
- 1812
- 1813
- 1814
- 1815
- 1816
- 1817
- 1818

Cette page concerne des événements d'actualité qui se sont produits durant l'année 1814 du calendrier grégorien aux États-Unis.

## Gouvernement
- Président : James Madison (Républicain-Démocrate).
- Vice-président : Elbridge Gerry (Républicain-Démocrate) jusqu'au 23 novembre.
- Secrétaire d'État : James Monroe (Républicain-Démocrate) puis Secrétaire d'État intérimaire à partir du 30 septembre.
- Chambre des représentants - Président : Henry Clay (Républicain-Démocrate) puis Langdon Cheves (Républicain-Démocrate) à partir du 19 janvier.

## Événements

### Janvier
- 22 janvier-24 janvier, guerre Creek : bataille d'Emuckfaw et d'Enotachopo : Face à 400 à 500 Bâtons-Rouges, 400 Américains, sous les ordres d'Andrew Jackson, arrivent à joindre les forces de Géorgie.
- 27 janvier, guerre Creek : dans le Comté de Macon (Alabama), 1200 volontaires, une compagnie de cavalerie et 400 Yuchis repoussent une attaque des Bâtons-Rouges et pour ne pas avoir de pertes, ils retraitent vers la rivière Chattahoochee.

### Mars
- 27 mars, guerre Creek : victoire sanglante d’Andrew Jackson sur les Bâtons-Rouges à la bataille de Horseshoe Bend, près de Dadeville dans l'Alabama, qui met fin à la Guerre creek. Les Bâtons-Rouges sont pris à revers par des auxiliaires cherokees. Près de 800 Indiens sont tués. À la suite de cette bataille, Andrew Jackson négocie neuf des onze traités qui font abandonner petit à petit leurs terres aux Cinq tribus civilisées (Cherokees, Chickasaws, Choctaws, Séminoles et Creeks), ainsi nommées car sédentaires et pratiquant l'agriculture. De 1814 à 1824, des membres de ces nations migrent volontairement.
- 28 mars, guerre de 1812 : la frégate américaine USS Essex est capturée par deux navires britanniques, au nord du port de Valparaíso au Chili.
- 30 mars, guerre de 1812, frontière St. Lawrence-Lac Champlain : bataille du moulin de Lacolle. Les Américains tentent de capturer Lacolle, (Québec), mais ils échouent.

### Avril
- 28 avril, guerre de 1812 : le croiseur américain USS Peacock capture la frégate britannique HMS Epervier au large de Cap Canaveral.

### Mai
- 6 mai, guerre de 1812, frontière St. Lawrence-Lac Champlain : les Britanniques capturent fort Oswego (New York), lieu stratégique car sur la route de Sackets Harbor (New York), une base militaire américaine importante sur le lac Ontario[1].
- 14 - 16 mai, guerre de 1812, campagne du Niagara : raid américain victorieux sur Port Dover (Norfolk (Ontario)).
- 29 - 30 mai, guerre de 1812, frontière St. Lawrence-Lac Champlain : à Ellisburg, à l'ouest de Mannsville (New York) et au sud de Kingston (Ontario), près du lac Ontario les Américains capturent 140 soldats britanniques[2].

### Juin
- 26 juin, guerre de 1812, campagne de Chesapeake : Les Britanniques incendient St. Leonard (Maryland).
- 28 juin, guerre de 1812 : la corvette américaine USS Wasp coule le brick britannique HMS Reindeer[3] dans la Manche.

### Juillet

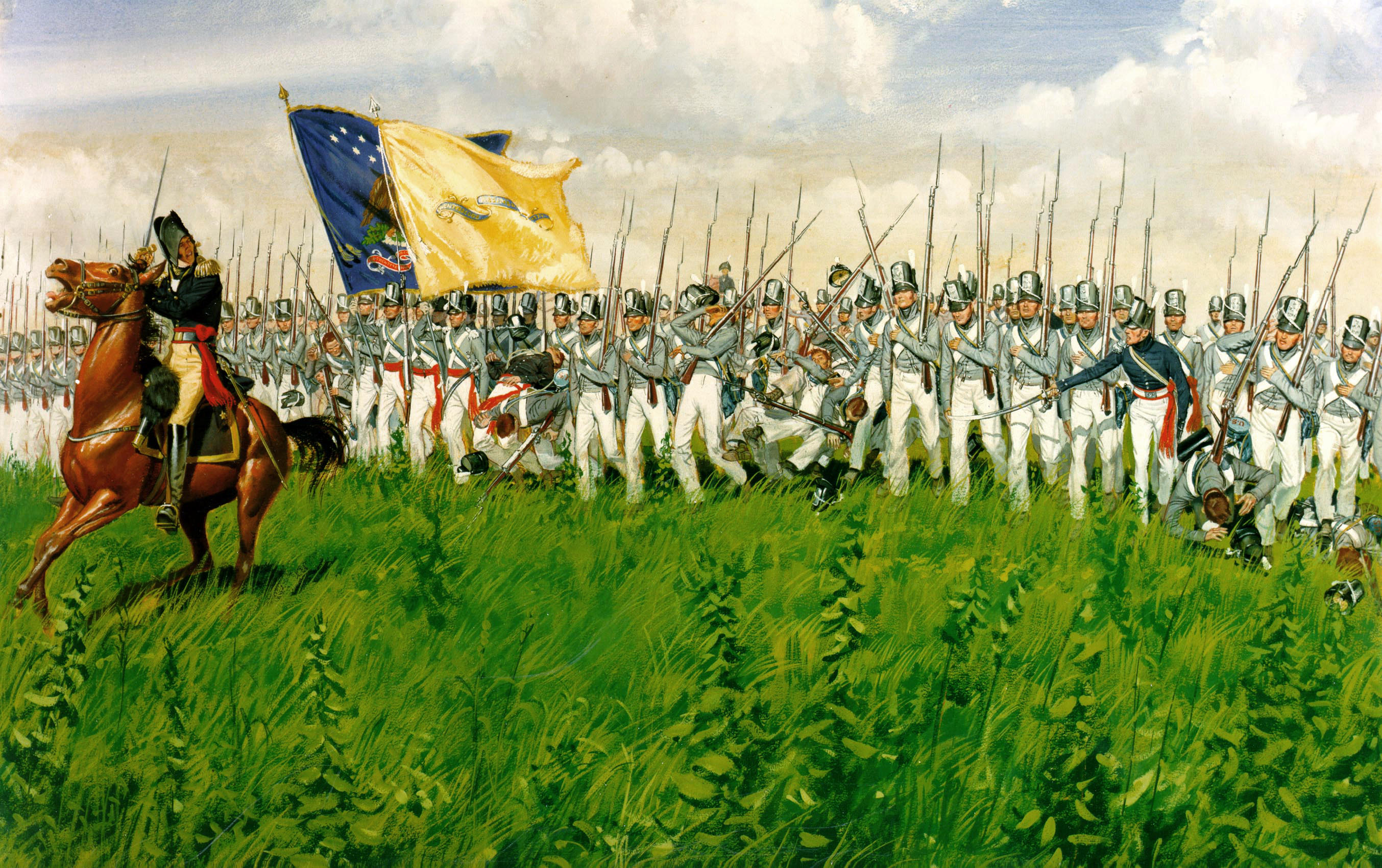
5 juillet: bataille de Chippawa (Ontario)

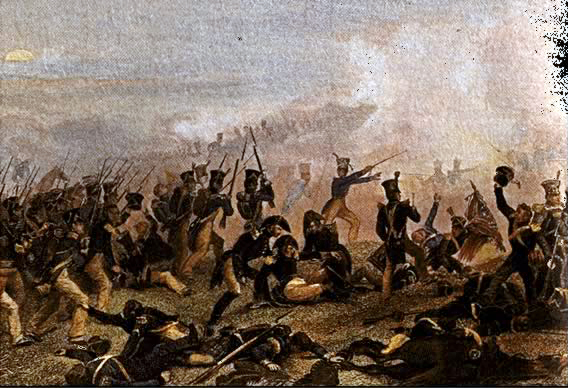
25 juillet : bataille de Lundy's Lane

- 3 juillet, guerre de 1812, campagne du Niagara : les Américains s'emparent de Fort Érié (Ontario).
- 5 juillet, guerre de 1812, campagne du Niagara : victoire américaine à la bataille de Chippawa (Ontario).
- 17 – 20 juillet, guerre de 1812, frontière de Détroit : victoire britannique à la bataille de Prairie du Chien.
- 21 juillet, guerre de 1812 : victoire des Britanniques et des Sauks, qui eut pour résultat le contrôle des tribus sauk et fox des Quad Cities jusqu'en 1832.
- 25 juillet, guerre de 1812, campagne du Niagara : bataille de Lundy's Lane à Niagara Falls (Ontario). Victoire indécise. L'une des batailles de la Guerre de 1812 les plus meurtrières.
- 26 – 4 août, guerre de 1812, frontière de Détroit : bataille de l'île Mackinac : Les Américains tentent, sans succès, de s'emparer de l'Île Mackinac.

### Août

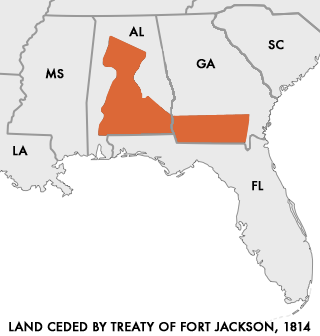
9 août : Territoires cédés par les Creek au traité de Fort Jackson

- 4 août-21 septembre, guerre de 1812, campagne du Niagara : les Américains défendent avec succès Fort Érié (Ontario) contre l'armée britannique mais l'abandonnent plus tard en raison de la pénurie d'approvisionnements.
- 9 août, guerre Creek : traité de Fort Jackson. Les Creeks signent un traité aux termes duquel ils perdent d’immenses territoires. Le traité accorde aux Indiens des droits individuels de propriété foncière, disloquant la propriété commune de la terre. De 1814 à 1824, par une série de traités signés avec les Indiens du Sud, les Blancs s’approprient les trois quarts de l’Alabama et de la Floride, un tiers du Tennessee, un cinquième de la Géorgie et du Mississippi ainsi que certaines régions du Kentucky et de la Caroline du Nord. Ces traités et ses saisies de terres jettent les bases de l’empire du coton.
- 13 août - 6 septembre, guerre de 1812, frontière de Détroit : les Britanniques capturent deux canonnières américaines et reprennent contrôle de l'île Mackinac située sur le lac Huron[4],[5]
- 24 août, guerre de 1812, campagne de Chesapeake : victoire décisive des Britanniques à Bladensburg (Maryland) qui leur permet de capturer et d'incendier Washington. Le Capitole et la Maison-Blanche sont brûlées.
- 29 août - 2 septembre, guerre de 1812, campagne de Chesapeake : raid réussi des Britanniques sur Alexandria (Virginie).
- 31 août, guerre de 1812 : campagne de Chesapeake : la milice américaine repousse une attaque britannique dans le Comté de Kent (Maryland).

### Septembre

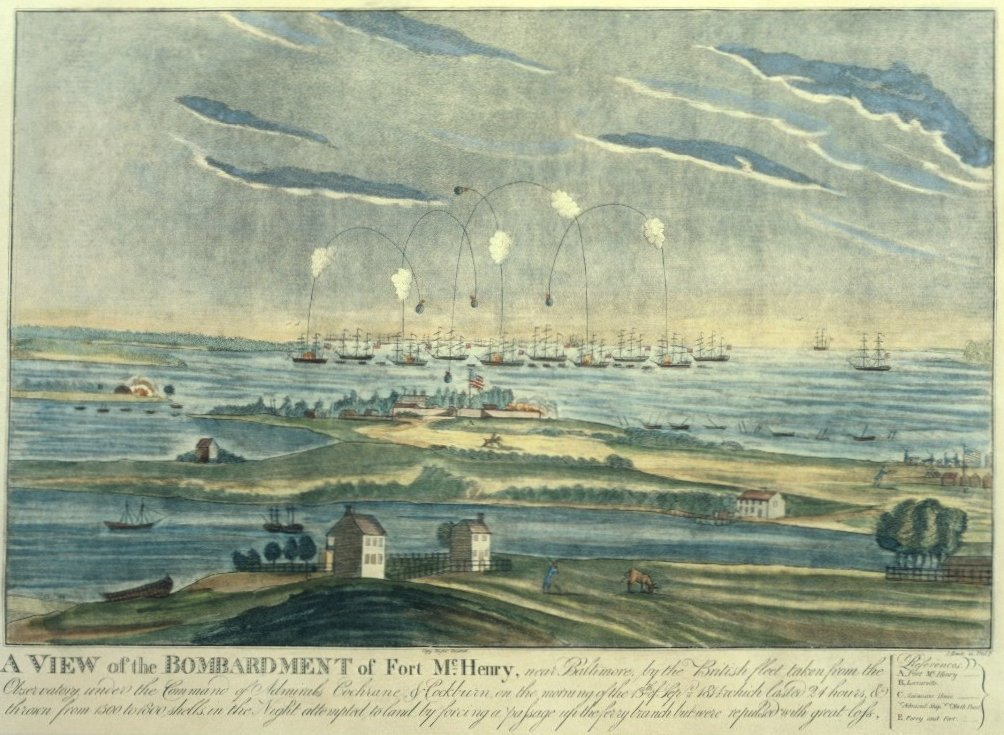
12-15 septembre : bataille de Baltimore

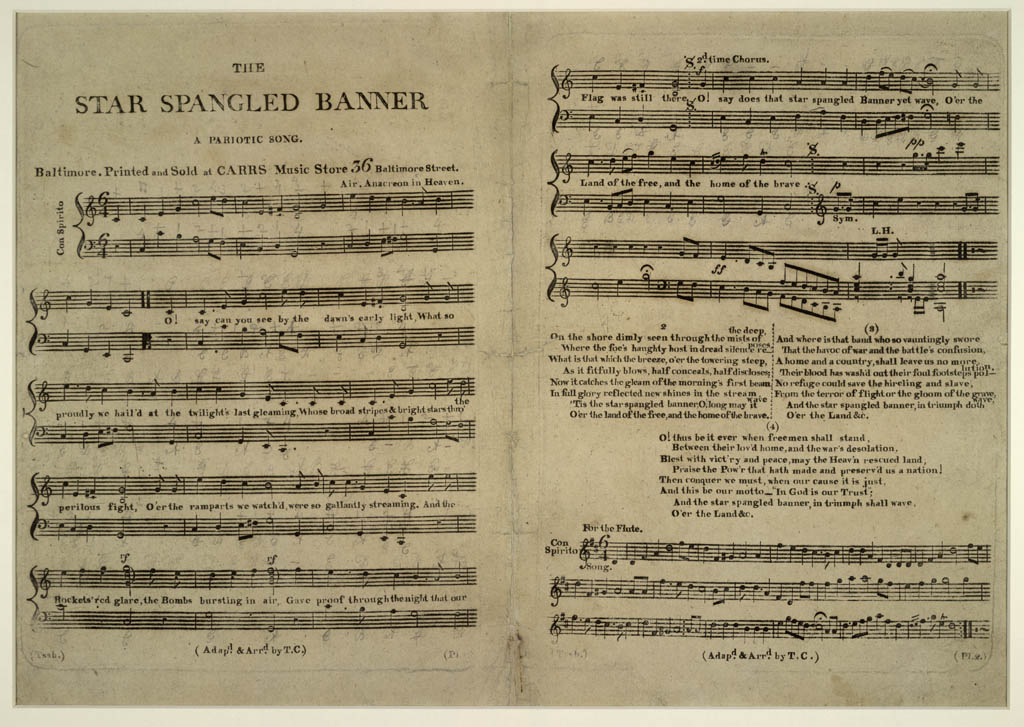
12-15 septembre : "La Bannière étoilée", écrit par Francis Scott Key, est inspiré par la bataille de Baltimore

- 1er septembre, guerre de 1812 : la corvette américaine USS Wasp coule le croiseur britannique HMS Avon dans La Manche[6].
- 3 septembre, guerre de 1812 : attaque victorieuse des Britanniques sur Hampden, situé à côté de Bangor (Maine).
- 6 - 11 septembre, guerre de 1812, frontière St. Lawrence-Lac Champlain : victoire des Américains sur les Britanniques sur le lac Champlain.
- 12 septembre, guerre de 1812, campagne de Chesapeake : à Fort Howard (Maryland), (25 kilomètres de Baltimore, au sud), quatre mille Britanniques sont retardés sur leur avance vers Baltimore par les Américains.
- 12-15 septembre, guerre de 1812, campagne de Chesapeake : victoire américaine décisive qui repousse l'attaque combinée (mer et terre) britannique à la bataille de Baltimore. L’hymne national américain, "La Bannière étoilée", écrit par Francis Scott Key, est inspiré par cette bataille.
- 14-16 septembre, guerre de 1812, au sud : défaite d'une force combinée espagnole et britannique sur Fort Bowyer, fort américain érigé dans l'embouchure du fleuve Mobile.

### Octobre
- 19 octobre, guerre de 1812, campagne du Niagara : bataille de Cook's Mills. Les Américains capturent Cook's Mills (aujourd'hui Welland, (Ontario)). Les Américains détruisent plus tard Fort Érié et retournent du côté américain de la rivière. Les Britanniques retournent à l'endroit des ruines du fort sans pour autant le reconstruire et ainsi les combats le long de la frontière du Niagara prennent fin.
- 29 octobre : lancement du premier vapeur militaire, Demologos, rebaptisé l'USS Fulton en février 1815 à la mort de son inventeur[7].

### Novembre
- 7-9 novembre, guerre de 1812, au sud : les Américains s'emparent de Pensacola (Floride) après une bataille contre les Britanniques et les Espagnols.
- 23 novembre : Elbridge Gerry, vice-président des États-Unis d'Amérique, meurt durant son mandat d'un malaise cardiaque. Le poste reste vacant jusqu'à la fin du terme de James Madison.

### Décembre

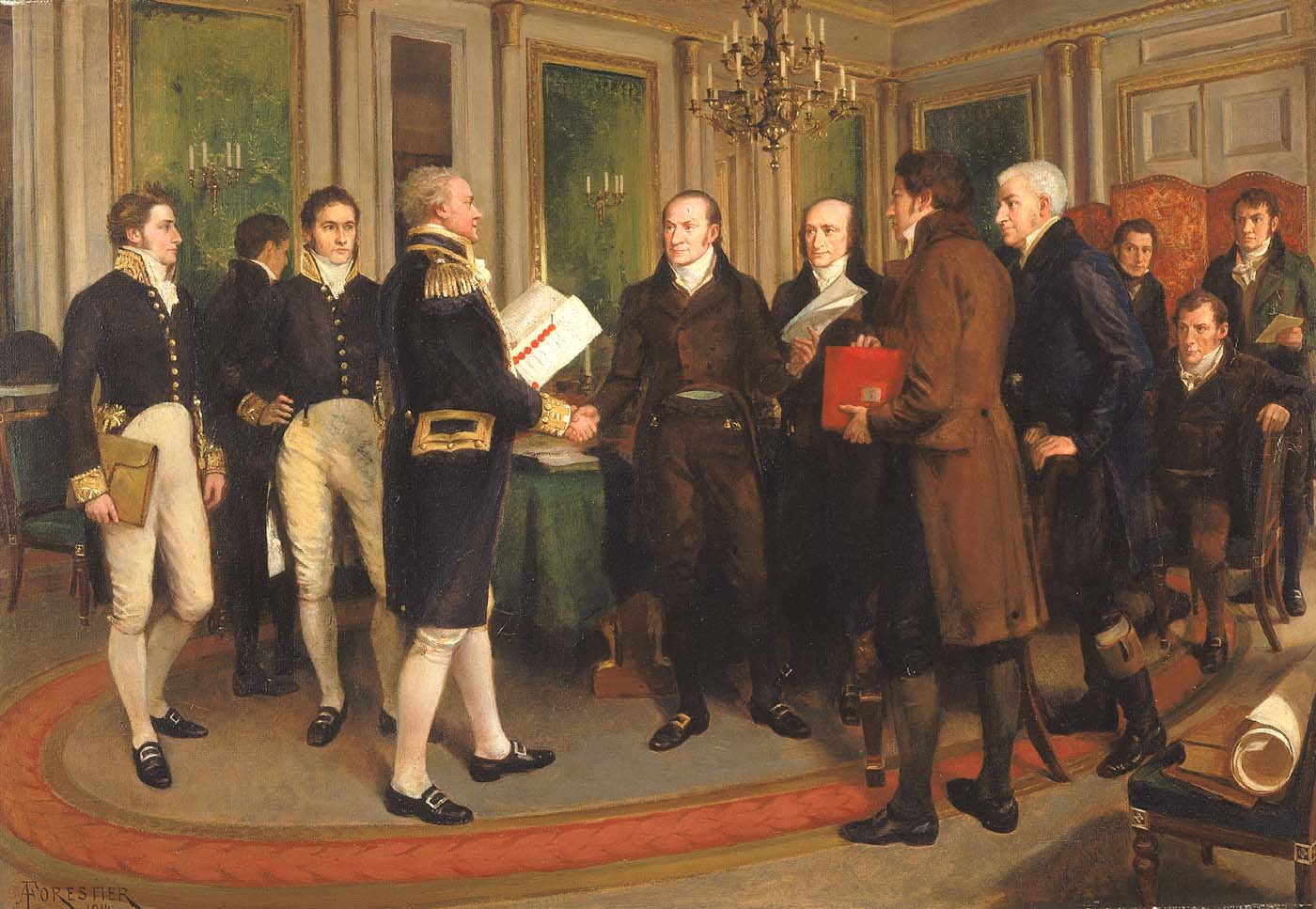
Traité de Paix signé à Gand (aujourd'hui en Belgique)

- 14 décembre, guerre de 1812, au sud : les Britanniques capturent 5 canonnières et 2 croiseurs Américains sur le lac Borgne en Louisiane[8]. Les Britanniques y gagnent la commande des lacs (lac Borgne, lac Pontchartrain et lac Maurepas), mais le retard occasionné donne au Général Andrew Jackson du temps pour préparer ses défenses à la Nouvelle-Orléans.
- 15 décembre - 5 janvier 1815 : convention de Hartford (Hartford Convention) ; les délégués des États proposent des amendements constitutionnels : charges d’impôts et représentation proportionnelles à la population de chaque État, mandat présidentiel non renouvelable[9].
- 23 décembre, guerre de 1812, au sud : bataille de La Nouvelle-Orléans. Une force britannique débarque près de l'embouchure du fleuve Mississippi.
- 24 décembre, guerre de 1812 : paix de Gand, qui met fin à la guerre entre les États-Unis et le Royaume-Uni (statu quo territorial), le traité est ratifié par les États-Unis le 16 février 1815.
- Introduction du métier à tisser mécanique à Waltham (Massachusetts). 80 à 90 % du personnel de l’industrie textile naissante est constitué de femmes, dont la plupart ont entre quinze et trente ans.

## Naissances
- 19 juillet : Samuel Colt, (décédé le 10 janvier 1862), né à Hartford (Connecticut), aux États-Unis, a grandement contribué au développement et à la popularisation du revolver.

#### Articles généraux
- Histoire des États-Unis de 1776 à 1865
- Évolution territoriale des États-Unis
- Guerre anglo-américaine de 1812
- Guerre Creek
- Première Guerre séminole

#### Articles sur l'année 1814 aux États-Unis
- Bataille de Baltimore
- Bataille de Prairie du Chien
- Bataille du lac Champlain
- Incendie de Washington
- Bataille de La Nouvelle-Orléans
- Traité de Fort Jackson